# Ophelimus nigriclava
Ophelimus nigriclava is een vliesvleugelig insect uit de familie Eulophidae. De wetenschappelijke naam is voor het eerst geldig gepubliceerd in 1923 door Girault.